# Нгхесар
Нгхесар (англ. Ngchesar) — один из шестнадцати штатов Палау. Население штата — около 300 человек, Нгерсуул — его столица. Этот штат — шестой по площади, его площадь составляет 40 км². Штат расположен на восточной стороне острова Бабелтуап, к северо-западу от штата Аираи и к юго-востоку от штата Мелекеок. Священный тотем штата — скат подотряда Орляковидных. Штат известен своими военными каноэ.

## Образование
Министерство образования управляет государственными школами.
Средняя школа Палау в Короре — единственная общеобразовательная средняя школа в стране, поэтому дети, родившиеся в этом штате, посещают её.